# Parapleminia viridinervis
Parapleminia viridinervis is een rechtvleugelig insect uit de familie sabelsprinkhanen (Tettigoniidae). De wetenschappelijke naam van deze soort is voor het eerst geldig gepubliceerd in 1890 door William Forsell Kirby.